# Petroica
Petroica és un gènere d'ocells de la família dels petròicids (Petroicidae) inclòs en els pit-rojos d'Australàsia, anomenats així pel color vermell i rosa del pit. No estan estretament relacionats amb els pit-rojos europeus ni amb els pit-rojos americans.

## Taxonomia
El gènere va ser introduït pel naturalista anglès William Swainson el 1829, amb la petroica de l'illa de Norfolk (Petroica multicolor) com a espècie tipus. El nom genèric combina el grec antic «petro-» que significa “roca” amb «oikos», “llar”.
Moltes espècies a Austràlia tenen el pit vermell i es coneixen col·loquialment com a "pit-rojos vermells" a diferència dels "pit-rojos grocs" del gènere Eopsaltria.
Segons la Classificació del Congrés Ornitològic Internacional (versió 15.1, 2025) aquest gènere està format per 14 espècies:
- Petroica macrocephala - petroica de Nova Zelanda.
- Petroica traversi - petroica negra.
- Petroica longipes - petroica de l'illa del Nord.
- Petroica australis - petroica de l'illa del Sud.
- Petroica bivittata - petroica muntanyenca.
- Petroica archboldi - petroica roquera.
- Petroica multicolor - petroica de l'illa de Norfolk.
- Petroica goodenovii - petroica front-roja.
- Petroica polymorpha - petroica de les Salomó.
- Petroica pusilla - petroica del Pacífic.
- Petroica rosea - petroica vinàcia.
- Petroica rodinogaster - petroica rosada.
- Petroica phoenicea - petroica ardent.
- Petroica boodang - petroica escarlata.